# Futbol'nyj Klub Šachtar Donec'k 2010-2011
Questa voce raccoglie le informazioni riguardanti il Futbol'nyj Klub Šachtar Donec'k nelle competizioni ufficiali della stagione 2010-2011.

## Stagione
In questa stagione la squadra ha vinto sia il campionato che la coppa nazionale, oltre alla supercoppa nazionale.
La stagione inizia con un 7-1 inflitto al Tavrija in Supercoppa.
Il campionato viene chiuso con 72 punti, con il maggior numero di vittorie (23), il minor numero di sconfitte (4), la miglior difesa (16 gol subiti) e la miglior differenza reti (+37), precedendo di 7 punti la Dinamo Kiev.
In Coppa di Ucraina ha battuto sempre la Dinamo Kiev per 2-0 in finale.

## Rosa
| N. |                      | Ruolo | Calciatore                  |
| -- | -------------------- | ----- | --------------------------- |
| 3  | Rep. Ceca (bandiera) | D     | Tomáš Hübschman             |
| 5  | Ucraina (bandiera)   | D     | Oleksandr Kučer             |
| 7  | Brasile (bandiera)   | C     | Fernandinho (vice capitano) |
| 8  | Brasile (bandiera)   | C     | Jádson                      |
| 9  | Brasile (bandiera)   | A     | Luiz Adriano                |
| 10 | Brasile (bandiera)   | C     | Willian                     |
| 11 | Croazia (bandiera)   | A     | Eduardo da Silva            |
| 12 | Ucraina (bandiera)   | P     | Rustam Chudžamov            |
| 13 | Ucraina (bandiera)   | D     | V″jačeslav Ševčuk           |
| 14 | Ucraina (bandiera)   | C     | Vasyl' Kobin                |
| 15 | Ucraina (bandiera)   | C     | Taras Stepanenko            |
| 17 | Nigeria (bandiera)   | A     | Julius Aghahowa             |
| 19 | Ucraina (bandiera)   | C     | Oleksij Haj                 |
| 20 | Brasile (bandiera)   | C     | Douglas Costa               |
| 21 | Ucraina (bandiera)   | A     | Oleksandr Hladkyj           |
| 22 | Armenia (bandiera)   | C     | Henrix Mxit'aryan           |

| N. |                    | Ruolo | Calciatore             |
| -- | ------------------ | ----- | ---------------------- |
| 23 | Ucraina (bandiera) | C     | Kostantin Kravčenko    |
| 24 | Ucraina (bandiera) | A     | Ruslan Fomin           |
| 25 | Russia (bandiera)  | C     | Roman Emel'janov       |
| 26 | Romania (bandiera) | D     | Răzvan Raț             |
| 27 | Ucraina (bandiera) | D     | Dmytro Čyhryns'kyj     |
| 29 | Brasile (bandiera) | C     | Alex Teixeira          |
| 30 | Ucraina (bandiera) | P     | Andrij Pjatov          |
| 32 | Ucraina (bandiera) | D     | Mykola Iščenko         |
| 33 | Croazia (bandiera) | C     | Darijo Srna (capitano) |
| 35 | Ucraina (bandiera) | P     | Jurij Virt             |
| 36 | Ucraina (bandiera) | D     | Oleksandr Čyžov        |
| 38 | Ucraina (bandiera) | D     | Serhij Kryvcov         |
| 44 | Ucraina (bandiera) | D     | Jaroslav Rakyc'kyj     |
| 60 | Ucraina (bandiera) | P     | Artem Tetenko          |
| 99 | Bolivia (bandiera) | A     | Marcelo Moreno         |